# Барабаш, Алексей Игоревич
Алексе́й И́горевич Бараба́ш (род. 12 июня 1977, Ленинград, РСФСР, СССР) — российский актёр театра и кино.

## Биография
Алексей Барабаш родился 12 июня 1977 года в Ленинграде.
Бабушка, Галина Францевна Русецкая, была актрисой Ленинградского академического театра комедии имени Н. П. Акимова.
В 1997 году окончил факультет искусств (кафедра режиссуры и актёрского искусства) Санкт-Петербургского гуманитарного университета профсоюзов (СПбГУП) (мастерская Зиновия Яковлевича Корогодского), и был зачислен в труппу Санкт-Петербургского театра юных зрителей имени А. А. Брянцева под руководством Анатолия Аркадьевича Праудина.
В 1998 году перешёл в Санкт-Петербургский государственный театр «Балтийский дом», где Анатолий Праудин создавал экспериментальную сцену.
В 2000 году Алексей Барабаш ушёл из репертуарного театра и начал карьеру в кино.

### Личная жизнь
Первая жена — Ольга Белинская, актриса. Сын — Арсений.
Вторая жена — Наталья Бурмистрова (род. 19 ноября 1978), актриса.
Третья жена — Юлия Барабаш. Сын — Матвей.
Четвёртая жена — Анна Здор, актриса. Дочь — Варвара.
Встречался в 2016 году с Валерией Гай Германикой.
Встречался с Анной Воркуевой .
Пятая жена — Александра Богданова, актриса.
В настоящее время[какое?] вернулся к третьей жене.

## Творчество

### Роли в театре

#### Санкт-Петербургский театр юных зрителей имени А. А. Брянцева
- 1997—1998 — «Конёк-горбунок» по одноимённой сказке Петра Ершова (режиссёр — Анатолий Праудин) — Иван
- 1997—1998 — «Бонжур, мсьё Перро» (режиссёр — Зиновий Корогодский) — Жан

#### Санкт-Петербургский государственный театр «Балтийский дом»
- 1998—2000 — «Крокодил» (режиссёр — Анатолий Праудин) — матрос
- 1998—2000 — «Сизиф и камень» (режиссёр — Анатолий Праудин) — Тезей
- 1998—2000 — «Урок первый. Воскресенье» (режиссёр — Анатолий Праудин) — четвёртый

### Фильмография
| Год  |     | Название                                                                                      | Роль                                                                          |
| ---- | --- | --------------------------------------------------------------------------------------------- | ----------------------------------------------------------------------------- |
| 2025 | с   | 50 оттенков брака                                                                             | Денис                                                                         |
| 2025 | с   | Соколова подозревает всех 6                                                                   | Вадим Немых                                                                   |
| 2025 | с   | Павел первый и последний                                                                      | Григорий Орлов                                                                |
| 2025 | с   | Натали и Александр                                                                            | Александр Смирдин,издатель                                                    |
| 2024 | с   | Мастодонт-2                                                                                   | Валентин,начальник фирмы «Кап-застрой»                                        |
| 2024 | с   | Цветы жизни                                                                                   | Витя Фадеев                                                                   |
| 2024 | с   | Пальцы                                                                                        | Витя Волков                                                                   |
| 2024 | с   | Соколова подозревает всех 5                                                                   | Вадим Немых                                                                   |
| 2024 | с   | Жвачка                                                                                        | Паша,отец Ленки,муж Ирины,отец Ромы                                           |
| 2024 | с   | Горький 53                                                                                    | Павел Шведов,милиционер,муж Лиды                                              |
| 2023 | с   | Соколова подозревает всех 3 и 4                                                               | Вадим Немых                                                                   |
| 2022 | ф   | Красная шапочка                                                                               | Алекс                                                                         |
| 2022 | с   | Порт                                                                                          | Виктор Куприянов,начальник порта                                              |
| 2021 | кор | Невесомость                                                                                   | имя персонажа не указано                                                      |
| 2021 | с   | Сын                                                                                           | Георгий, муж Ирины,отчим Вари                                                 |
| 2021 | с   | Красавица и чудовище                                                                          | Толик,доктор                                                                  |
| 2021 | с   | Крюк                                                                                          | Альберт, спортивный агент                                                     |
| 2021 | с   | Игра с огнём                                                                                  | Костя Шумаков, одноклассник Галины, журналист-международник                   |
| 2020 | ф   | Илиана. Верь мне                                                                              | Игорь Керзнер, муж Маргариты, любовник Илианы Левашёвой, известный адвокат    |
| 2020 | ф   | На острие                                                                                     | Константин, муж Александры Покровской                                         |
| 2020 | с   | Шоу про любовь                                                                                | Сергей, режиссёр программы                                                    |
| 2020 | с   | Джульбарс                                                                                     | Павел Сергеевич Поляков, заведующий отделом обкома партии, отец Лизы          |
| 2020 | с   | Охота на певицу                                                                               | Максим Леонидович Бабич, подполковник МВД СССР                                |
| 2020 | с   | Чего хотят женщины                                                                            | Роман, телеведущий                                                            |
| 2020 | кор |                                                                                               | Врач                                                                          |
| 2019 | с   | Хорошая жена                                                                                  | Виктор Александрович Победоносцев, новый прокурор Ленинградской области       |
| 2019 | с   | Мосгаз. Дело № 6: Формула мести                                                               | Игорь Погодин, народный артист                                                |
| 2019 | с   | Призраки Замоскворечья                                                                        | Лев Астраханский, частный детектив, бывший следователь                        |
| 2019 | с   | Ростов                                                                                        | Глеб Юрьевич Ртищев, начальник Ростовской ЧК                                  |
| 2019 | с   | Шаг к счастью                                                                                 | Сергей Остренко, бывший муж Насти, владелец IТ-компании                       |
| 2018 | с   | Линия огня                                                                                    | Антон Васильевич Токарев, начальник караула пожарной части                    |
| 2018 | ф   | О чём говорят мужчины. Продолжение                                                            | Сергей Леонидович, бизнесмен, школьный друг Саши                              |
| 2017 | с   | Ошибка молодости                                                                              | Андрей Данилов, ресторатор, муж Марии                                         |
| 2017 | с   | Бумеранг                                                                                      | Николай Кобозев,учёный                                                        |
| 2017 | с   | Бегущая от любви                                                                              | Глеб Ваевич,бизнесмен                                                         |
| 2017 | с   | Третья жизнь Дарьи Кирилловны                                                                 | Олег,психиатр                                                                 |
| 2016 | с   | Зови меня мамой                                                                               | Николай Козлов                                                                |
| 2016 | с   | Таинственная страсть                                                                          | Андрей Круглов, сотрудник КГБ СССР                                            |
| 2016 | с   | Научи меня жить                                                                               | Вячеслав Юрьевич Никушин, начальник следственного отдела СК                   |
| 2016 | ф   | Ледокол                                                                                       | Анатолий Кириллович Еремеев, старший помощник капитана Петрова                |
| 2016 | с   | Прошу проверить мне на слово                                                                  | Андрей Чащин,муж Александры, архитектор,                                      |
| 2016 | ф   | Чистое искусство                                                                              | Александр Ковалёв, арт-дилер                                                  |
| 2016 | с   | Эти глаза напротив                                                                            | Валерий Владимирович Ободзинский, популярный советский эстрадный певец        |
| 2015 | ф   | А зори здесь тихие                                                                            | гость Бричкиных (эпизод)                                                      |
| 2015 | с   | Тамарка                                                                                       | Гарик, помощник Дубровского                                                   |
| 2015 | с   | Луна                                                                                          | Алексей Михайлович Демидов,учитель истории,отец Игоря                         |
| 2014 | ф   | Варшава                                                                                       | Имя персонажа не указано                                                      |
| 2014 | с   | Не было бы счастья 2                                                                          | Вадик Костров, музыкант                                                       |
| 2014 | ф   | Берцы                                                                                         | Владимир, сожитель Надежды                                                    |
| 2014 | ф   | Василиса                                                                                      | Александр I                                                                   |
| 2014 | с   | Память сердца                                                                                 | Сергей                                                                        |
| 2014 | ф   | Тайна трёх океанов                                                                            | капитан Щедрин                                                                |
| 2014 | с   | Охотники за головами                                                                          | Денис Игоревич Лобанцев,бизнесмен                                             |
| 2014 | ф   | Я буду рядом                                                                                  | Витя                                                                          |
| 2013 | с   | Жить дальше                                                                                   | Леонид Хохлов, пожарный                                                       |
| 2013 | ф   | Сталинград                                                                                    | Александр Никифоров («немой» тенор), советский разведчик                      |
| 2013 | кор | Плов                                                                                          | Саша, любовник                                                                |
| 2013 | с   | Провинциальная муза,                                                                          | Алексей Рудаков,продюсер                                                      |
| 2013 | ф   | Икона сезона                                                                                  | Маньякин                                                                      |
| 2012 | с   | Я отменяю смерть                                                                              | Сергей Марков, хирург                                                         |
| 2012 | с   | Не было бы счастья                                                                            | Вадик Костров, музыкант                                                       |
| 2012 | с   | Краткий курс счастливой жизни                                                                 | Дима, бывший муж Саши                                                         |
| 2011 | ф   | Эта женщина ко мне                                                                            | Сергей Сергеевич Куликов                                                      |
| 2011 | ф   | Золотые небеса                                                                                | Олег Осипов, однокурсник Даши                                                 |
| 2011 | с   | Чистая проба                                                                                  | Семен Товстик                                                                 |
| 2011 | с   | Группа счастья (серия № 9)                                                                    | Олег, муж Светланы, отчим Насти                                               |
| 2011 | с   | Мужчина во мне                                                                                | Сергей Беляев,бизнесмен                                                       |
| 2011 | с   | Часы любви (серия № 4)                                                                        | Олег Захаров, художник                                                        |
| 2011 | ф   | Крысоловка / Rotiloks                                                                         | санитар                                                                       |
| 2010 | ф   | Маленькие трагедии                                                                            | Моцарт                                                                        |
| 2010 | с   | Гаишники. Продолжение (фильм № 15 «Рейдерский вальс»)                                         | Курчаков, сотрудник Кривицкого                                                |
| 2010 | с   | Голоса                                                                                        | Олег Кротов                                                                   |
| 2010 | с   | Гаражи (серия № 3 «Последний угон»)                                                           | Иван Первухин, угонщик                                                        |
| 2010 | с   | Сердце капитана Немова                                                                        | Алексей Веснин, коллега Татьяны Мулявиной                                     |
| 2010 | ф   | Ирония удачи                                                                                  | Глеб Денежкин                                                                 |
| 2010 | с   | Сонька. Продолжение легенды                                                                   | князь Константин Кудеяров                                                     |
| 2010 | ф   | Мы из будущего 2                                                                              | Тарас «Таран» Конопенко, украинский националист из Галиции, активист УНА-УНСО |
| 2010 | с   | Хитровка                                                                                      | Дмитрий                                                                       |
| 2009 | ф   | Чёрный баран                                                                                  | Кирилл Молотов,бизнесмен                                                      |
| 2009 | с   | Вербное воскресенье                                                                           | Константин Федин, оператор, друг Павлы                                        |
| 2009 | с   | Предлагаемые обстоятельства                                                                   | Филипп, режиссёр, возлюбленный Аси                                            |
| 2009 | с   | Цепь                                                                                          | Степан                                                                        |
| 2009 | с   | Город счастья                                                                                 | Костя, редактор передачи                                                      |
| 2008 | ф   | Предприниматель / И один в поле воин (не был завершён)                                        | Герман Марченко                                                               |
| 2008 | с   | Пером и шпагой                                                                                | граф Станислав Понятовский                                                    |
| 2007 | ф   | Белая ночь, нежная ночь                                                                       | Юрий                                                                          |
| 2008 | с   | Объявлены в розыск                                                                            | Борис Медведев, убийца                                                        |
| 2008 | ф   | Свадьба                                                                                       | Глебушка, младший сын Ярославы                                                |
| 2007 | док | Свет в павильоне                                                                              | Имя персонажа не указано                                                      |
| 2007 | ф   | Семь кабинок                                                                                  | Алеша, лопоухий поварёнок                                                     |
| 2006 | кор | Вечные вариации. Тезей                                                                        | Тезей                                                                         |
| 2006 | с   | Жизнь и смерть Лёньки Пантелеева                                                              | Лёнька Пантелеев, петроградский налётчик                                      |
| 2006 | с   | Секретные поручения                                                                           | Родя Байдак (сокурсник Сергея, наркодилер, лидер профашистской организации)   |
| 2006 | ф   | Питер FM                                                                                      | Костя, сотрудник офиса                                                        |
| 2005 | с   | Счастливый                                                                                    | хоккеист                                                                      |
| 2005 | с   | Семья                                                                                         | Кабриолет                                                                     |
| 2005 | с   | Подлинная история поручика Ржевского                                                          | Николай Оболенский                                                            |
| 2005 | с   | Пари                                                                                          | Максим Ломакин                                                                |
| 2005 | с   | Sказка O Sчастье                                                                              | Игорёк, фотограф                                                              |
| 2005 | с   | Господа присяжные                                                                             | Леонид Похитонов                                                              |
| 2005 | с   | Большая прогулка                                                                              | Макс                                                                          |
| 2005 | с   | Лабиринты разума (фильм № 7 «Монетка»)                                                        | эпизод                                                                        |
| 2005 | с   | Риэлтор                                                                                       | Митя                                                                          |
| 2004 | кор | Вечные вариации. Демон                                                                        | Врубель                                                                       |
| 2004 | с   | Агентство 2 (серия «Совсем как живой»)                                                        | Андроша                                                                       |
| 2004 | с   | Сёстры                                                                                        | Андрей Данилин, брат Дениса                                                   |
| 2003 | с   | Улицы разбитых фонарей. Менты-5 (серии № 3-4 «Охота на крокодила»)                            | Кирилл Желудков                                                               |
| 2003 | с   | Любовь императора                                                                             | Михаил Долгоруков                                                             |
| 2003 | с   | Линии судьбы                                                                                  | эпизод                                                                        |
| 2003 | ф   | Бедный, бедный Павел                                                                          | Александр, старший сын Павла I, наследник престола                            |
| 2002 | с   | Агентство «Золотая пуля» (серия № 16 «Дело об утопленной кассете»)                            | Игорь                                                                         |
| 2002 | с   | Дневник убийцы                                                                                | красноармеец, стрелковый инструктор в школе                                   |
| 2002 | с   | Нож в облаках                                                                                 | журналист Антон (нет в титрах)                                                |
| 2002 | ф   | Русский ковчег                                                                                | Алексей                                                                       |
| 2001 | с   | Ниро Вульф и Арчи Гудвин. Приключения Ниро Вульфа и Арчи Гудвина (фильм № 2 «Пока я не умер») | Мортон Шейн, жених Бьюлы Пейдж                                                |
| 2001 | ф   | Memorabilia. Собрание памятных вещей                                                          | эпизод                                                                        |
| 2001 | ф   | Сёстры                                                                                        | эпизод (вырезан)                                                              |
| 2001 | с   | Улицы разбитых фонарей. Менты-3 (серия № 19 «Не пожелаю зла»)                                 | диджей                                                                        |
| 2001 | с   | Убойная сила 2 (фильм № 4 «Дачный сезон»)                                                     | «Карась», вор-карманник                                                       |
| 2000 | ф   | Старые песни о главном. Постскриптум                                                          | посыльный                                                                     |
| 2000 | ф   | Русский бунт                                                                                  | писар                                                                         |